# Maisons-Alfort
Maisons-Alfort er en stor fransk provinsby. Den er beliggende i departementet Val-de-Marne.